# Eleições no Chile
Chile mantém em todo o país eleições presidenciais, parlamentares e municipais.
O processo eleitoral é fiscalizado pelo Serviço Eleitoral (Servicio Eleitoral), que é independente do governo. Os vencedores são oficialmente proclamado pelo Tribunal Eleitoral de qualificação (Elecciones Tribunal de Calificador).

## Eleitorado
Todos os cidadãos do Chile , bem como os estrangeiros que residam legalmente no Chile durante pelo menos cinco anos, que tem 18 anos ou mais de idade no dia da eleição, são elegíveis para se inscreverem e, posteriormente, votar nas eleições. Inscrição no Chile é voluntária, no entanto, uma vez que os eleitores estão registrados, o voto é obrigatório para qualquer eleição futura, exceto para estrangeiros, cujo voto é sempre voluntária. Os chilenos não são autorizados a votar no exterior. O prazo de inscrição é de 90 dias antes de uma eleição comum. (Em abril de 2009, uma emenda constitucional mudou de voto obrigatório voluntária e introduziu um sistema de registo automático. Estas alterações entrarão em vigor uma vez que o ad-hoc leis são aprovados).
Sufrágio feminino foi alcançada em 1934 para as eleições locais. Em 1949 de voto foi estendido para alfabetizados mulheres com mais de 21. Completa o sufrágio universal foi alcançada em 1970, com homens e mulheres com mais de 18 com direito a voto, independentemente da sua capacidade de ler e escrever.

## Eleições presidenciais
Eleições presidenciais eleger um presidente , que serve como chefe de estado e chefe de governo por um período de quatro anos (seis anos entre 1994-2006 e antes de 1973). Reeleição não consecutivos perpétua é permitido.
O Presidente é eleito por sufrágio universal em todo o país pela maioria absoluta dos votos válidos (exclui nulos e brancos). Se nenhum candidato obtiver essa maioria, um segundo turno entre os dois candidatos mais votados é realizada. Antes de 1989, o presidente foi confirmada pelo Congresso, se eleito por uma maioria simples .
Cada partido político legalmente operacional pode apresentar um dos seus membros como candidato. Candidatos independentes são obrigados a obter o apoio de um número de eleitores independentes antes de registrar sua candidatura. O número de assinaturas necessárias é igual a pelo menos 0,5% do número de pessoas que votaram a última da Câmara dos Deputados eleição, a nível nacional. Para a eleição de 2009, o número era de 36.037 assinaturas.
Segundo a Constituição, as eleições presidenciais ocorrem no terceiro domingo de novembro do ano antes do incumbente prazo expira presidente. A runoff-eleitoral, se necessário, ocorre no quarto domingo após a eleição. O presidente é empossado no dia mandato do presidente incumbente expirar. Desde 1990 esse dia foi 11 de março.
Antes de 2011 as eleições presidenciais tiveram lugar 90 dias antes do termo o presidente em exercício do expirado. Se esse dia não era um domingo, a eleição foi transferido para o próximo domingo. A runoff-eleitoral, se necessário, ocorreu 30 dias após a primeira eleição. A regra de domingo também foi observada. O presidente é empossado (na maioria dos casos) em 11 de março, portanto, as eleições ocorreram em ou após 11 dez do ano anterior.

## As eleições parlamentares
Bicameral do Congresso do Chile consiste de uma Câmara dos Deputados (câmara baixa) e um Senado (Câmara Alta). O país é dividido em 60 distritos eleitorais para a Câmara Baixa e 19 círculos eleitorais do Senado para o Senado. ( Veja a divisão eleitoral do Chile para obter detalhes. ) Cada distrito eleitoral ou círculo eleitoral elege dois representantes do Senado. Isto é, 120 deputados e 38 senadores, no total.
Deputados servir por quatro anos e senadores por oito anos. Ambos os deputados e senadores podem buscar a reeleição indefinidamente. Metade do Senado é renovado a cada quatro anos. No Senado primeira após a restauração da democracia em 1990, os senadores das regiões ímpares serviu por quatro anos (1990-1994), enquanto os senadores das regiões pares mais a Região Metropolitana de Santiago serviu por oito anos (1990-1998). Os senadores da ímpares regiões eleito em 1993 serviu o usual oito anos (1994-2002).
A Constituição estabelece que as eleições parlamentares serão realizadas em conjunto com as eleições presidenciais.
A lei permite que os candidatos para ser executado como independente ou dentro de uma "lista". A lista é composta por até dois candidatos por distrito eleitoral ou distrito eleitoral senatorial. Há listas de partido único e múltiplo listas partidárias (ou "pactos"). Dentro de uma circunscrição eleitoral ou círculo eleitoral senatorial, pactos podem incluir os candidatos a partir do mesmo partido político, dois partidos diferentes, uma combinação de um candidato do partido com um candidato independente, ou dois candidatos independentes. De partido único listas são obrigados a incluir só os candidatos de um partido e não estão autorizados a incluir candidatos independentes. Um partido político só pode ser parte de uma lista, a nível nacional. Um candidato independente não está sendo executado dentro de uma lista é chamado de "candidato", bem como para registrar sua candidatura devem recolher um número de assinaturas equivalente a pelo menos 0,5% do número de pessoas que votaram na última que o distrito eleitoral ou distrito eleitoral senatorial.
Para obter uma lista de tomar ambos os bancos em um distrito eleitoral ou distrito eleitoral senatorial, deve outpoll o segundo mais votado-lista ou candidato por uma margem superior a 2-para-1. Quando isto falha, os dois mais votados listas ou candidatos obter um assento cada. Em uma lista de duas candidato vencedor, o assento é atribuído ao candidato mais votado dos dois. O sistema é essencialmente o mesmo que o método de Hondt , com apenas dois lugares atribuídos. 

## Crítica
Este sistema foi criado pela ditadura militar que governou o país até 1990, substituindo o sistema proporcional em vigor até 1973. gerrymandering foi usada no desenho dos distritos eleitorais para garantir uma representação significativa do direito (um terço dos votos, pelo menos, ) em cada distrito eleitoral. A ditadura também tornou quase impossível mudar o sistema sem o voto da direita, como um período de três quintos maioria em qualquer câmara é necessário para modificá-lo.
A Concertación coalizão governista acredita que o sistema prejudica a sua maioria no Congresso, enquanto superestimando a representação do direito. O direito vê o sistema como necessário para a estabilidade do país e de governança, uma vez que evita a atomização do poder, incentivando a criação de coalizões de grande porte. A extrema-esquerda vê o sistema como antidemocrático, porque ele nega a representação a uma minoria substancial. 
Outra crítica comum é que alguns eleitores estão sobre-representados, enquanto outros estão sub-representadas, porque distritos eleitorais e, principalmente, eleitores senatorial variam muito em população. Por exemplo, um voto no eleitorado pouco povoadas senatorial 19 ( Região Aisén ) vale tanto quanto 27 votos no eleitorado populoso senatorial 8 (leste da Região Metropolitana de Santiago), como todos os círculos eleitorais eleger dois lugares.